# Huszajn Gulúm
Huszajn Gulúm Abbasz (1969. szeptember 24. – ) emirátusi válogatott labdarúgó.

## Pályafutása

### Klubcsapatban
1989 és 2002 között a Sharjah FC csapatában játszott, melynek színeiben két alkalommal (1994, 1996) nyerte meg az Egyesült Arab Emírségek bajnokságát. 

### A válogatottban
1985 és 1998 között 31 mérkőzésen szerepelt az Egyesült Arab Emírségek válogatottjában és 2 gólt szerzett. Részt vett az 1988-as és az 1992-es Ázsia-kupán, illetve az 1990-es világbajnokságon, ahol a Kolumbia, az NSZK és a Jugoszlávia  elleni csoportmérkőzéseken kezdőként lépett pályára.

## Sikerei, díjai
Sharjah FC
- Egyesült arab emírségekbeli bajnok (2): 1993–94, 1995–96